# Pride Total Elimination 2003
Pride Total Elimination 2003 foi um evento de artes marciais mistas promovido pelo Pride Fighting Championships. Aconteceu na  Saitama Super Arena em Saitama, Japão em 10 de agosto de 2003. Esse evento contou com as Quartas de Finais do Torneio de Médios do Pride de 2003. Os quatro vencedores das Quartas de Final avançaram para o Pride Final Conflict 2003, evento ocorrido em  Novembro, onde ambas semifinais e finais aconteceram na mesma noite.

## Resultados

### Chave do Grand Prix de Médios do Pride de 2003
|  | Quartas de final  | Quartas de final |                 |  | Semifinais | Semifinais |  |  | Final | Final |
|  |                   |                  |                 |  |            |            |  |  |       |       |
|  |                   |                  |                 |  |            |            |  |  |       |       |
|  |                   |                  |                 |  |            |            |  |  |       |       |
|  | Chuck Liddell     | KO               |                 |  |            |            |  |  |       |       |
|  | Chuck Liddell     | KO               |                 |  |            |            |  |  |       |       |
|  | Alistair Overeem  | 3:09             |                 |  |            |            |  |  |       |       |
|  | Alistair Overeem  | 3:09             | Chuck Liddell   |  |            |            |  |  |       |       |
|  |                   |                  |                 |  |            |            |  |  |       |       |
|  |                   | Quinton Jackson  |                 |  |            |            |  |  |       |       |
|  | Quinton Jackson   | DD               |                 |  |            |            |  |  |       |       |
|  | Quinton Jackson   | DD               |                 |  |            |            |  |  |       |       |
|  | Murilo Bustamante | 20:00            |                 |  |            |            |  |  |       |       |
|  | Murilo Bustamante | 20:00            |                 |  |            |            |  |  |       |       |
|  |                   |                  |                 |  |            |            |  |  |       |       |
|  |                   |                  |                 |  |            |            |  |  |       |       |
|  | Hidehiko Yoshida  | FIN              |                 |  |            |            |  |  |       |       |
|  | Hidehiko Yoshida  | FIN              |                 |  |            |            |  |  |       |       |
|  | Kiyoshi Tamura    | 5:06             |                 |  |            |            |  |  |       |       |
|  | Kiyoshi Tamura    | 5:06             | Wanderlei Silva |  |            |            |  |  |       |       |
|  |                   |                  |                 |  |            |            |  |  |       |       |
|  |                   | Hidehiko Yoshida |                 |  |            |            |  |  |       |       |
|  | Wanderlei Silva   | KO               |                 |  |            |            |  |  |       |       |
|  | Wanderlei Silva   | KO               |                 |  |            |            |  |  |       |       |
|  | Kazushi Sakuraba  | 5:01             |                 |  |            |            |  |  |       |       |
|  | Kazushi Sakuraba  | 5:01             |                 |  |            |            |  |  |       |       |

## Ligações Externas
- Site Oficial do Pride
- Sherdog.com